# Márcio Araújo (ator)
Márcio Araújo é um autor, diretor, cantor, compositor, ator, figurinista e cenógrafo brasileiro. Escreve para TV, teatro e literatura.
(nasceu em Carapicuíba, 15 de dezembro de 1970)  fez publicidade no ensino médio e Faculdade de Artes.  
Entre seus trabalhos estão  mais de 500 episódios do Cocoricó da TV Cultura. 
Tem uma produtora, a Marujo Produções, no Largo do Arouche em São Paulo, onde cria seus trabalhos autorais de teatro, TV, música, faz cenários e figurinos.
Em 2023 seu musical com bonecos "Floresta dos Mistérios" vai fazer temporada em São Paulo e também rodar várias cidades do Brasil, entre elas Curitiba (PR), Juiz de Fora (MG) e Recife (PE). Parceria da Marujo com a produtora Humanize.
Em 2022, fez a redação final de "Nóis Na Firma", humorístico na Band, com direção de Mauricio Donato e  supervisão de textos de Claudio Torres Gonzaga. No elenco: Moacyr Franco, Marcelo Médici, Gorete Milagres entre outros. Teve 17 episódios na sua 1ª temporada, exibida aos sábados as 20h30.
Escreveu alguns episódios e dirigiu a série "Fortuna em Roda de Todo Canto", da Prosperidade Content. Criação de André Collazzo e Vivian Britto, inspirado na obra de Pedro Bandeira, com músicas de Paulo Tatit e Felipe Edmo.
Em 2020 criou e apresentou o podcast "Estrepolias Musicais" que teve 21 episódios na rádio Alpha FM, falando sobre a música infantil brasileira, dos anos 70 até os dias atuais.
Em 2018, escreveu e dirigiu "Floresta dos Mistérios" com músicas de Tato Fischer e Márcio Araújo, bonecos de Márcio ontes, cenário de Nani Brisque, luz de Vagner Freire.
Desde 2017 tem uma carreira de cantor para crianças. Lançou o "show Estrepolias com Marcio Araújo" e também o disco "Estrepolias";
Em 2022 lançou o segundo show "Márcio Araújo em O Grande Tesouro". 
Em 2012 lançou o disco infantil "Brincadeiras"
em 2009, escreveu e dirigiu o Musical "Nara" sobre a vida da cantora Nara Leão, com Fernanda Couto. Direção Musical de Pedro Paulo Bogosian. O musical ganhou o Prêmio Contigo! de Melhor Musical Nacional 2010. Em cartaz em São Paulo, Rio de Janeiro, Brasília e outras cidades brasileiras.
Em 2015, escreveu e dirigiu "Para Gelar a Alma" em cartaz no Cemitério da Consolação e SESC Ipiranga, grande sucesso de público.
ainda em 2015, foi o head writer do programa "Partiu Shopping" do Multishow com Tom Cavalcante, Daniele Winits, Monique Alfradique, Nany People entre outros.
Em 2017, escreveu "Mundo Ripilica", com Direção de Humberto Avelar.
Em 2016, escreveu e dirigiu o musical infantil de bonecos "Heróis à Vista" com áudio-descrição cantada pela cantora Ceumar
Em 2017, escreveu "Pratinho da Iaiá", e "DJ Cão e a loja de Discos" TV Rá-Tim-Bum
Em 2014, escreveu o programa infantil "Patati Patatá" no SBT
Em 2008, escreveu e dirigiu o espetáculo "Bagun S.A" realizado em uma lona de circol com Carlos Moreno, Gabriela Argento, Ronaldo Aguiar em mais 14 artistas circenses. Músicas de Tato Fischer e Márcio Araújo, com arranjos de Leo Gandelman, figurinos de Fábio Namatame.
Em 2008, escreveu o livro "Figurinha Carimbada", indicado ao Prêmio Jabuti 2009, lançado pela editora Girafinha.que também virou peça de teatro.
Escreveu "TV Xuxa" da Rede Globo entre 2005 e 2006.
Em 2006 teve a "Mostra Márcio Araújo" no CCSP com 04 peças de sua autoria: Não esqueça de aguar as plantas, A Portas Fechadas, 3, 2, 1 e Guarda-Roupa de Histórias. O musical infantil "Guarda-Roupa de Histórias" 2006, teve 5 pré-indicações ao Prêmio Coca-Cola Sensi (Melhor Espetáculo, Melhor Autor - Márcio Araújo, Melhor Música - Márcio Araújo e Tato Fischer, Melhor Cenário - Silvia Gandolfi e Melhor Figurino - Márcio Araújo, Marcelo Baião e Adriana Salcedo).
Fez a Direção de Criação e mais de cem roteiros para o programa "Zapping Zone", do Disney Channel.
Participou da criação de vários programas da TV Cultura: "Cocoricó", "X-Tudo", "Turma da Cultura", "Chuá Chuágua" e "Planeta Bienal".
Em 1997, o espetáculo "Zé Amaro e Irineu" foi indicado entre as 10 melhores peças do ano pelo jornal "O Estado de S. Paulo".
Fundou, dirigiu e atuou no grupo de teatro Pocilgas & Cia, de 1986 a 1992, ao lado de Marcello Airoldi, Nana Pequini, Evandro Lammoglia, Adriana Salcedo, Márcio Alves, Acácia Teles, Raul Jr. Paulinho Andrade, Sandra Barbosa, Andrea Thomé, Andrea Rodrigues, Marcelo Kano, Viviane Pignatari, Denise Figueira, entre outros. E os músicos: Marcelo Arruda, Gercel Rodrigues, Alfredinho, Marcos Pepito Soledad, entre outros. Tiveram músicas compostas por Jorge Albuquerque (O Pequeno Príncipe e A Comédia do Coração), Tato Fischer (Sexo dos Anjos e Até que a Morte nos Separe) e direções de Márcio Araújo, Filastor Brega (Um Pavor Barato) e Tarteau Regis (A comédia do Coração).
Peças montadas pelo Pocilgas & Cia
Síndrome de Super Homem (1987), Parentes entre Parênteses (1988), O Pequeno Príncipe (1988), Um Pavor Barato (1989), Montaram o teatro igreja Flavio de Souza e nele apresentaram: Sexo dos Anjos e Até que a Morte nos Separe (1990), A Comédia do Coração (1991) e remontaram "Parentes entre Parenteses"

## Carreira

### Na televisão
Como autor
- 2022 - Nóis na Firma (Band) (redação final) - direção Mauricio Donato, supervisão de textos Claudio Torres Gonzaga, 17 episódios
- 2022 - Fortuna em Roda de Todo canto (roteiros e direção) (ZooMoo e Youtube) 1ª temporada, 6 episódios
- 2018 e 2022 - Opa Popa Dupa, Nat Geo Kids, roteiros da parte Brasil, co-produção México, Argentina, Brasil e Colombia
- 2018 - Niara e os Animais , criação e roteiros (Aquário de São Paulo) Direção Renato Fernandes
- 2017 - Show do MEI (Band) - direção de Eduardo Garcia
- 2017 - Pratinho da iaiá (TV Ra Tim Bum) - Direção Ida Iervese e Dudu
- 2017 - DJ Cão e a Loja de Discos (TV Ra Tim Bum) direção Ida Iervese
- 2016/17 - Mundo Ripilica (direção Humberto Avelar e músicas de Hélio Ziskind)
- 2017 - Operação Mesquita (SBT) com Otávio Mesquita - Direção Renato Fernandes
- 2015 - Partiu Shopping - head writer - com Tom Cavalcante - 30 episódios
- 2014 - É a Mãe! - criação, direção e roteiros, TV Mulher & Mãe
- 2014 - Patati Patatá (SBT) - direção Tininha Araújo
- 2010 - II Jornada de Matemática (TV Cultura) autor, diretor e apresentador
- 2005 - A Hora é agora! Novela institucional para Microlins com 48 capítulos - direção Mário Masetti
- 2005 a 2007 - TV Xuxa, na equipe de Flavio de Souza, direção de Jorge Fernando e Fabrício Mamberti
- 2004 - TV Mulher & Mãe, TV7 produtora, diretor de criação e roteiros
- 2003 a 2004 - Viver Escola e Quem Sabe, Sabe - TV Cultura - Direção Maisa Zakzuk
- 2007 a 2009 - Ao Ponto com Jairo Bouer - Direção Márcia de Aguiar (3 temporadas)
- 2003 a 2004 - Zapping Zone, direção de Renato Fernandes, Alex Gabassi e Maisa Zakzuk
- 2002 - Cocoricó, TV Cultura, direção Fernando Gomes
- 2000 a 2001 - Band Kids - Band - direção de Renato Fernandes
- 2000 - Zuzubalândia, de Mariana Caltabiano, direção de Enrique Serrano
- 1999, Cocoricó, X-Tudo, Turma da Cultura, TV Cultura
- 1997 a 1998 - Bom dia & Cia, Ô Coitado e Fantasia (SBT) direção Milton Neves e Paulo Santoro
- 1996 - Cocoricó - TV Cultura - direção Arcângelo Melo Jr e Eliana Lobo

### Teatro
Como diretor e autor
- 2023 - "Floresta dos Mistérios" - Temporada em São Paulo e pelo Brasil
- 2022 - Show - "Márcio Araújo em O Grande Tesouro", com Márcio Araújo, Breno Barros, Gabriel Moreira ou Gabriel Ivanoff, Ziggy Marcelino. manipulação de bonecos; Marcela Arce, Neusa de Souza ou Daniela Schitini
- 2017 a 2022 - Show "Estrepolias com Marcio Araújo" com Márcio Araújo, Breno Barros, Gabriel Moreira ou Gabriel Ivanoff, Ziggy Marcelino. manipulação de bonecos; Marcela Arce, Neusa de Souza ou Daniela Schitini
- 2019 - "Floresta dos Mistérios" - com Clayton Bonardi, Daniel Costa, Daniela Schitini, Débora Vivan, Marizilda Rosa, Lucas Kelvin, Mateus Menezes, Wesley Leal, Músicas de Márcio Araújo e Tato Fischer, bonecos de Márcio Pontes, cenário de Nani Brisque, iluminação Wagner Freire. Parceria Marujo e Humanize Produções
- 2022017 - "Heróis à Vista" - Com Débora Vivan, Márcio Alves e Neusa de Souza. Músicas de Tato Fischer. Produção Humanize Produções
- 2015/16 - "Para Gelar a Alma" com Abigail Tatit, Edi Fonseca e Zeza Motta, música composta por William Guedes, direção de arte de Carlos Moreno.
- 2014 - "Cãofusão Gatonômica" com Adriana Salcedo, Cristiano Meirelles, Leandro Borgo, Márcio Araújo e Neusa de Souza. Músicas de Fernanda Morais, Márcio Araújo e Miguel Briamonte
2014 - "João e Maria" com a OFIJ - Orquestra Infanto-juvenil de São Paulo - regência Maestro Daniel Cornejo, elenco Daniela Schitini, Joaz Campos, Márcio Alves e Neusa de Souza
- 2013/14 - "Um Mestre Brasileiro"
2011 a 2012 - "Pedro e o Lobo - Uma versão brasileira" com a OFIJ - Orquestra Infanto-juvenil de São Paulo - regência Maestro Daniel Cornejo, elenco: Magda Crudelli, Hugo Picchi, Joaz Campos, Márcio Alves, Rita Almeida, Eduardo Alves, Pitty Santana, Neusa de Souza. Produção Kling. Passou por cidades do interior de São Paulo, capital, Brasília e Curitiba.
2009 - "Carnaval dos Animais" com Orquestra - elenco: Luciana Carnielli, Hugo Picchi, Tay Lopes, Joas Campos, Márcio Araújo e Evelyn Cristina
2006 a 2012 - "Guarda-Roupa de Histórias" - indicado a 5 prêmios FEMSA com Daniela Schitini, Claudia Mendonça, Silvie Layla, Neusa de Souza, César Melo, William Gibson, Luciana Carnielli, Marizilda Rosa, Márcio Araújo, Márcio Alves, Tay Lopes, Neusa de Souza, Pitty Santana, Kátia Naiane, Músicas de Tato Fischer e Márcio Araújo
2009 - "Quem tem medo do Escuro" - em parceria com Fernanda Morais - direção Evandro Rigonatt,m com Hugo Picchi e Fabiana Carlucci
2009 a 2011 - "Nara" em parceria com Fernanda Couto. Direção Musical Pedro Paulo Bogosian, com Fernanda Couto, Rogério Romera, Rodrigo Sanches, Guilherme Terra, Miguel Briamonte, Bruno Elizabetsky e William Guedes
2008 a 2011 - "Figurinha Carimbada" - com Márcio Araújo, Miró Parma, Pitty Santana, Adriana Salcedo e Tânia Paes, músicas de Tato Fischer e Márcio Araújo
2006 - "Mostra Márcio Araújo" no Centro Cultural São Paulo, com 04 peças: “Não Esqueça de Aguar as Plantas” com Ewerton de Castro e Flavia Pucci“, "A Portas Fechadas”, direção de Flavia Pucci, “3, 2, 1”, direção de Adriana Salcedo, com Lavínia Pannunzio e Emerson Caperbat e "Guarda Roupa de Histórias"
2003 - "3, 2, 1" com César Gouvea e Lavínia Pannunzio
1997 - "Zé Amaro e Irineu" com Antonio Petrin e Linneu Dias
1996 e 2002 - Plantonista Vilma, fez como ator, e adaptou, inspirado no texto de Noemi Marinho. Na 1ª versão teve direção de Filastor Brega e na 2ª versão, direção de Marcello Airoldi.
1992/93 - Outra Festa (uma família muito louca) monólogo que fazia como ator 7 personagens no palco e 9 no video. Escreveu com Filastor Brega que foi o diretor do espetaculo.

Livros
Floresta dos Mistérios (editora Carochinha)
Heróis à Vista (editora Globo)
Parque dos Sonhos e da Morte (editora Chiado)
Cãofusão Gatonômica - teatro (editora Giostri)
Um Mestre Brasileiro - teatro (editora Giostri)
Figurinha Carimbada (editora Girafinha)
O sorriso do Alípio (editora Globo)

Curiosidades
- em 1992 Foi o Cebolinha no Parque da Mônica
- no ano 2000 levou um tiro no ouvido
- em 1985, estudou Mecânica no SENAI da Vila Leopoldina, foi o melhor aluno da turma e gostou muito;
- Toca violão e ukulelê; mas já deu aula de flauta doce.
- Tem uma coleção de bonecos de desenhos animados com mais de 400 colecionáveis;
- Deu aula de artes e teatro. entre seus muitos alunos estão: Jackeline Petcovick, Fiuk e Diego Montes
- Deu aula de roteiro para TV na SP Escola de Teatro em 2015.
- Em 2015 -criou, roteirizou, fez os figurinos e dirigiu "Bom Dia & Cia Show" com músicas de Márcio Araújo e Tato Fischer, produção musical de Arnaldo Saccomani, arranjos vocais de Cristiano Meirelles, produção da Abrava produções, cenário de Sílvia Gandolfi (este trabalho ficou pronto, mas nunca estreou)

## Premiações
- APCA 96  “Cocoricó” - no Brasil
- “Cocoricó” - Melhor Vídeo Infantil pela Unesco da América Latina/97;
- “Planeta Bienal” ganhou o Roso Buka no Japão como melhor documentário para crianças/1998;
- Livro “Figurinha Carimbada” – Escolhido pelo PNBE 2009 e indicado ao Prêmio Jabuti 2009.
- "Nara" Prêmio Contigo! 2010 - Melhor Musical Nacional